# Gypona prolongata
Gypona prolongata är en insektsart som beskrevs av Delong och Freytag 1962. Gypona prolongata ingår i släktet Gypona och familjen dvärgstritar. Inga underarter finns listade i Catalogue of Life.